# Pleudihen-sur-Rance
 Pleudihen-sur-Rance  (en bretón Pleudehen) es una población y comuna francesa, situada en la región de Bretaña, departamento de Côtes-d'Armor, en el distrito de Dinan y cantón de Dinan-Est.

## Demografía
| 2580 | 2318 | 2351 | 2461 | 2495 | 2516 |
| Para los censos de 1962 a 1999 la población legal corresponde a la población sin duplicidades (Fuente: INSEE [Consultar]) |      |      |      |      |      |

## Personalidades ligadas a la comuna
- Jean-Baptiste Charles Bouvet de Lozier, explorador y navegante.

## Hermanamientos
- Herschbach, Alemania. desde 1979.